# 歪腿
歪腿（英語：Crookshanks）是英國奇幻小說《哈利波特》中的虛構角色，妙麗·格蘭傑飼養的寵物，其血統為混血的獅尾貓，一種類似貓的魔法生物。

## 書中的歪腿
第四章中，妙麗·格蘭傑在斜角巷一家寵物店買下了歪腿，店主說牠已經在店裡待了很長一段時間，一直沒有人願意要牠。牠的毛髮為薑黃色，腿有點彎，面部扁平，看上去好似脾氣很暴躁的樣子。雖然妙麗很喜歡歪腿，然而哈利·波特與榮恩·衛斯理並不是很喜歡牠。
歪腿非常聰明，對不誠實行為很敏感，當哈利與榮恩試圖作弊時會用一種奇怪的眼光看著他們。歪腿也能夠識破變成狗型態的天狼星·布萊克以及變成老鼠斑斑的彼得·佩迪魯。
第二次巫師戰爭期間，歪腿隨著妙麗居住於洞穴屋，並不知道牠之後發生了什麼事。

## 創作
小說作者J·K·羅琳在其官網上表示：雖然她自己對貓過敏，但20世紀80年代後期她於倫敦工作時，很喜歡一隻姜黃色的貓，當時她在某個廣場吃午餐時常見到這隻貓在曬太陽。後來，這隻貓即成了《哈利波特》中歪腿的靈感來源。
曾有人在推特上詢問羅琳如果歪腿和拿勒絲太太（阿各·飛七養的貓）打架的話那最終誰會獲勝，羅琳回答說歪腿的獅尾貓血統將會讓牠勝出。

## 推測
曾有一些哈利波特書迷推測歪腿是名化獸師，但J·K·羅琳在其官網上否認了這個說法。
而後也有另一些書迷根據小說裡的描述大膽推測：可能歪腿在寵物店之前是屬於哈利波特家的貓，且為哈利母親莉莉·波特的貓。羅琳並未回應這種推測。

## 改編
哈利波特電影裡，歪腿是由兩隻不同的紅色波斯貓來飾演，一隻是公貓Crackerjack，另一隻是母貓南瓜。教練唐娜花了三、四個月時間來訓練南瓜進入狀況。
歪腿的電影形象也出現在2004年6月中華民國發行的哈利波特系列郵票裡，為首次於郵票上出現的電影貓角色。

## 外部連結
- 歪腿 （页面存档备份，存于）在哈利波特維基上的條目（英文）
- 歪腿 （页面存档备份，存于）在Pottermore（英文）